# Andregota Galíndez
Andregota Galíndez (także Andregoto, dosł. z bask. czarna pani; ur. po 905, zm. w 972 roku w Aibar) – hrabina Aragonii w latach 922/924–ok. 940 (formalnie do śmierci), od ok. 933 roku razem z mężem Garcią I z Nawarry.
Andregota była najmłodszą córką hrabiego Aragonii Galindo II Aznáreza z jego drugiego małżeństwa z Sanchą Garcés z Pampeluny, wdową po Fortunie (wnuku władcy Nawarry Fortuna Garcesa). Ostatnie wzmianki o nim pochodzą z 922 roku, gdy Sancho I ufundował Kościół w San Pedro de Siresa. Wiadomo, że żył jeszcze za panowania Ordoño II z Leonu (910–924). Tak więc musiał umrzeć między 922 a 924 rokiem. Władzę po nim objęła Andregota, co wskazuje na to, że reszta jej rodzeństwa musiała w tym momencie nie żyć (jej rodzeństwem rodzonym byli: Velasquita i Aznar, a przyrodnim: Miro, biskup Redemtus oraz Toda, która żyła i wyszła za Bernarda I z Ribagorzy). Miała wtedy co najwyżej 17 lat, a prawdopodobnie była młodsza. Być może jednak już wówczas Aragonia była podporządkowana Nawarze.
Po śmierci ojca Andregota wyszła za Gracię I z Nawarry, co dowodziło znaczenia tego królestwa. Małżeństwo zostało obiecane przez Galindo II ojcu Garcii, Sancho I, w 919, gdy ten najechał Aragonię, a Garcia był jeszcze w brzuchu matki. Pierwszym opiekunem był baiulus Fortún Jiménez, a od 925 do 931 regencję sprawował wuj Garcii, Jimeno Garces. Prawdopodobnie w 940, a na pewno przed 943, Andregota została wygnana przez męża pod pretekstem zbyt bliskiego pokrewieństwa. Drugą żoną Garcii została Teresa (zm. po 957), będąca prawdopodobnie córką króla Leónu Ramiro II. Faktyczną przyczyną było żądanie muzułmańskiego władcy Abd-ar-Rahmana III, które zostało zawarte w traktacie pokojowym z hrabią Barcelony Sunyerem I. Garcia objął samodzielną władzę, która po jego śmierci przeszła na jego syna z Andregotą, Sancha. Być może doczekali się też dwóch córek; są one jednak raczej potomstwem z Teresą. Tym samym zakończyły się trwające od ok. 800 roku rządy dotychczasowej pierwszej dynastii aragońskim, a na tronie na około sto lat zasiadła dynastia Jimenez.